# Рогозянка (река)
Рогозя́нка — река в Харьковской области, левый приток реки Уды. Длина 25 км, площадь — бассейна 164 км².
Берёт начало из пруда на северной окраине села Цаповка, впадает в Уды у села Чепели. Наиболее значимый правый приток — Кадница у села Гуриновка.
На реке находятся населённые пункты Цаповка, Великая Рогозянка, Гуриновка, Перемога, Малая Рогозянка, Ольшанское.
Плотины на реке отсутствуют. Течение спокойное, глубины 0,5-1,5 м.